# Kozlov, Jihlava
Kozlov là một làng thuộc huyện Jihlava, vùng Vysočina, Cộng hòa Séc.